# Tadeja Šuštar
Tadeja Šuštar Zalar, slovenska biologinja in političarka, 14. september 1990, Ljubljana. 
Je nekdanja poslanka v Državnem zboru Republike Slovenije iz vrst Nove Slovenije.

## Politika

### Delovna telesa:
- Komisija za narodni skupnosti (članica)
- Komisija za odnose s Slovenci v zamejstvu in po svetu (članica)
- Odbor za delo, družino, socialne zadeve in invalide (podpredsednica)
- Odbor za kulturo (članica)
- Preiskovalna komisija o ugotavljanju zlorab v zadevi Franc Kangler in drugi (podpredsednica)
- Preiskovalna komisija o zagotavljanju zaščitne opreme ter ukrepih institucij in nosilcev javnih funkcij za zajezitev širjenja bolezni COVID-19 od 1. 2. 2020 do odreditve predmetne parlamentarne preiskave (članica)